# Dilophus palaeofebrilis
Dilophus palaeofebrilis (лат.) — ископаемый вид двукрылых насекомых рода Dilophus из семейства Bibionidae. Обнаружен в эоценовом балтийском янтаре.

## Описание
Мелкие двукрылые насекомые. Длина тела — от 4,3 до 5,7 мм (самцы). Грудь — 1,07—1,52 мм. Длина головы 0,78—0,92 мм; длина усика 0,5 мм. Длина крыла — 3,55 мм, ширина - 1,1 мм. Жгутик усика с 12 видимыми члениками. Вид был впервые описан в 2009 году по эоценовым материалам из балтийского янтаря (Россия, около 38 млн лет) в составе семейства Bibionidae.